# Полимир
Производственное объединение «Полимир» образовано в 1975 году в г. Новополоцке на базе Полоцкого химического комбината (построен в 1964-68 гг.). Одно из крупнейших химических предприятий Европы.

## История
С 2000 года - современное название. С 2008 года ОАО «Полимир» входит в состав производственного объединения «Нафтан»  .
Основная продукция: полиэтилен, полиакрилонитриловые (ПАН) волокна, полимерные смолы, воск и эмульсии, минеральные удобрения, продукты органического синтеза (акрилонитрил, метилакрилат, ацетонциангидрин), товары народного потребления (пленка хозяйственная, мешки, мебельный иглопробивной холст, трикотаж из различной пряжи и смешанных волокон).
На основе полиэтилена освоен выпуск уникальной для стран СНГ продукции, единственным производителем которой является «Полимир». Особое значение придается производству ПАН-волокон, которые идут на переработку в пряжу, ткань, трикотаж, искусственный мех и поэтому служат незаменимым сырьем для текстильной промышленности. В качестве сырья «Полимир» использует продукты нефтепереработки производственного объединения «Нафтан».
Работает более 6 тыс. человек (2000 г.). В состав объединения входят Дворец спорта и культуры, библиотека, поликлиника, 4 медицинских пункта, санаторий-профилакторий, 2 базы отдыха, 6 дошкольных учреждений, детский оздоровительный лагерь.Шаблон:Уже ничего не входит

## Директора
- Лев Витальевич Новожилов